# Chris Owen
Christopher Owen is een Amerikaans acteur die met name in filmkomedies verschijnt. Hij speelt onder meer Chuck 'The Sherminator' Sherman in zowel American Pie, American Pie 2 als American Pie Presents Band Camp. Tevens heeft hij rollen in verschillende National Lampoon-titels, zoals Van Wilder, Lady Killers, National Lampoon Presents Dorm Daze en opvolger Dorm Daze 2.
Owen trouwde in 2007 met Michelle Beck, waar hij in 2012 van scheidde. Op 18 augustus 2020 is hij getrouwd met Dayna Cousins.

## Filmografie
*Exclusief televisiefilms
- American Pie Reunion (2012)
- Super Capers (2009)
- The Life of Lucky Cucumber (2009)
- The Mist (2007)
- '77 (2007)
- Dorm Daze 2 (2006)
- American Pie Presents Band Camp (2005)
- Old Man Music (2005)
- Dear Wendy (2005)
- Hidalgo (2004)
- National Lampoon Presents Dorm Daze (2003)
- Lady Killers (2003, in de Verenigde Staten verschenen als Gold Diggers)
- A Midsummer Night's Rave (2002)
- Van Wilder (2002)
- American Pie 2 (2001)
- Going Greek (2001)
- Ready to Rumble (2000)
- American Pie (1999)
- October Sky (1999)
- She's All That (1999)
- Can't Hardly Wait (1998)
- The Ride (1997)
- Black Sheep (1996)
- Angus (1995)
- Major Payne (1995)
- It Runs in the Family (1994)

- Gemeinsame Normdatei: 1062143442
- International Standard Name Identifier: 0000 0001 1954 2932
- Library of Congress Control Number: no99070504
- Virtual International Authority File: 46401751
- WorldCat: E39PBJhd8m73RKf4CgGQXQp3wC